# Melissia (Achaia)
Melissia  este un oraș în Grecia în prefectura Ahaia.